# Aeshnidae
Famille
La famille des Aeshnidae (Eschnidés en français) fait partie des insectes anisoptères, dans l'ordre des odonates. Elle comprend principalement des libellules de taille moyenne, mais on y retrouve également des spécimens de très grande taille. Les membres de cette famille sont de couleur foncée avec des motifs colorés généralement bleus, verts ou jaunes. On y compte 55 genres avec plus de 460 espèces.

## Caractéristiques
Les Aeshnidae possèdent un corps robuste et un abdomen allongé. Les ailes sont habituellement transparentes et les triangles des ailes antérieures et postérieures sont placés à égale distance de l’arculus et orientés vers l’apex de l’aile. Les yeux se touchent au-dessus de la tête sur une longue distance. L’appellation anglophone de hawker (de l'anglais hawk, « fondre sur sa proie » comme un rapace) rappelle que les adultes chassent en vol et sont capables d'atteindre une vitesse de 58 km/h.

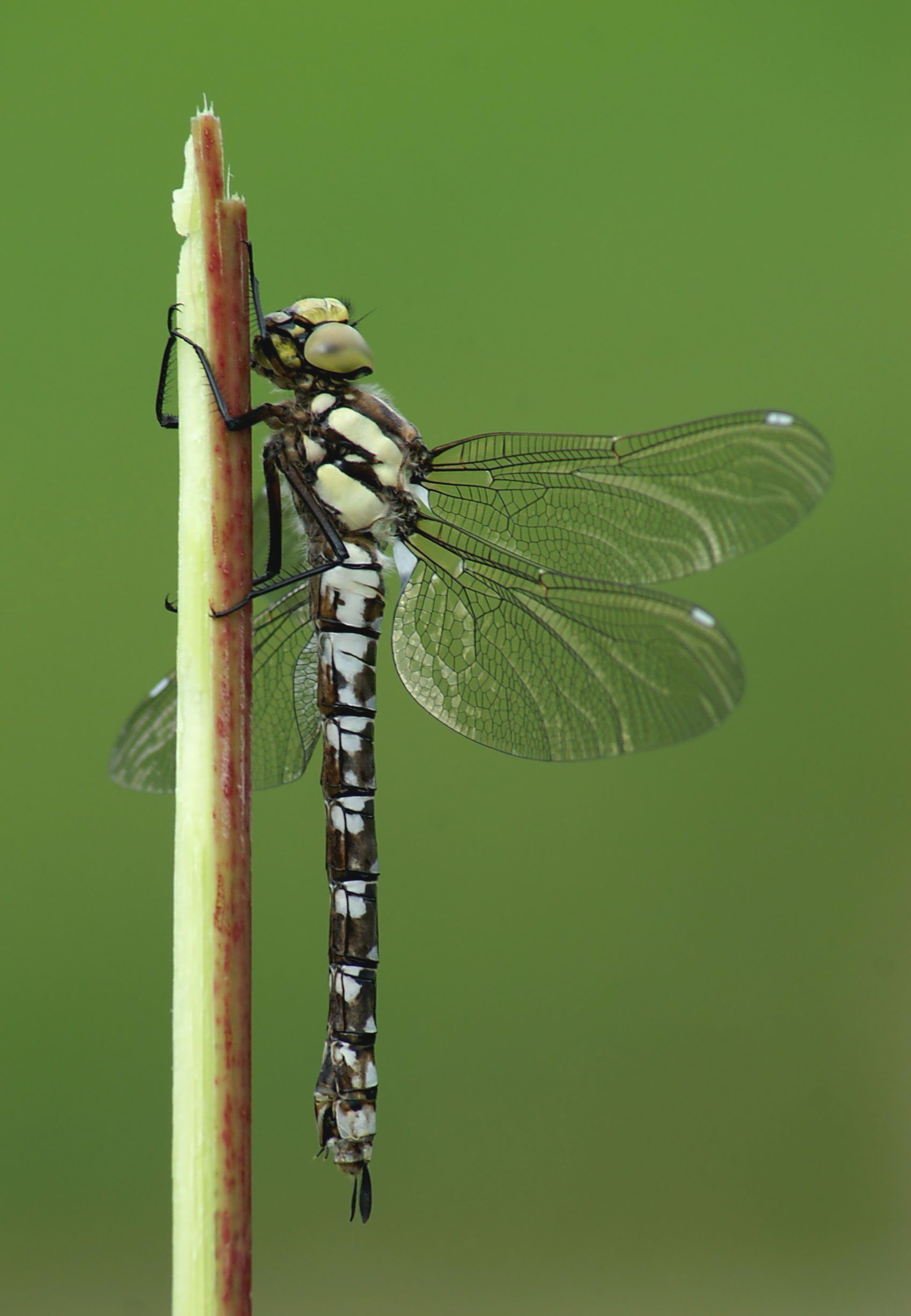
Corps d'Aeshnidae
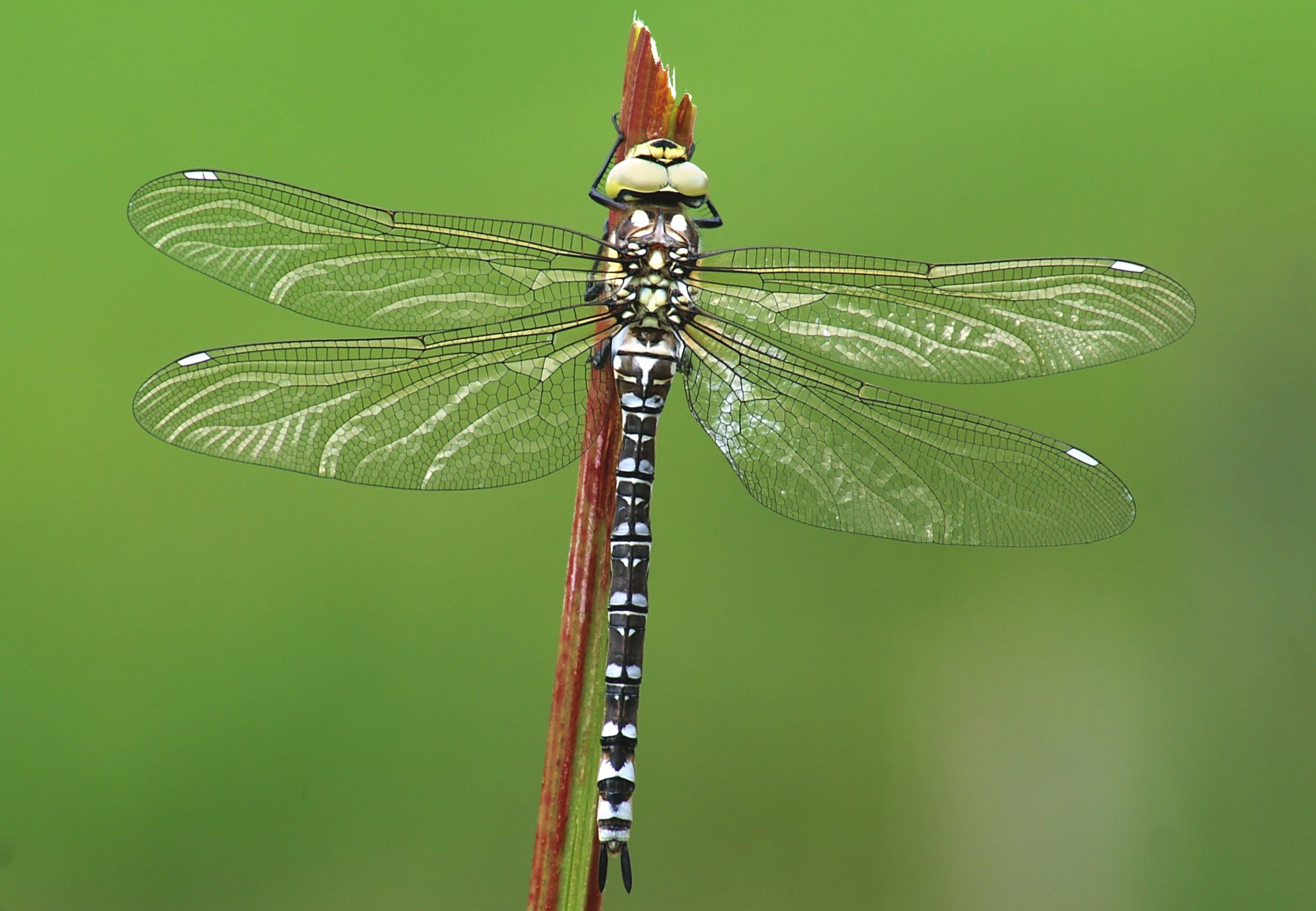
Ailes d'Aeshnidae
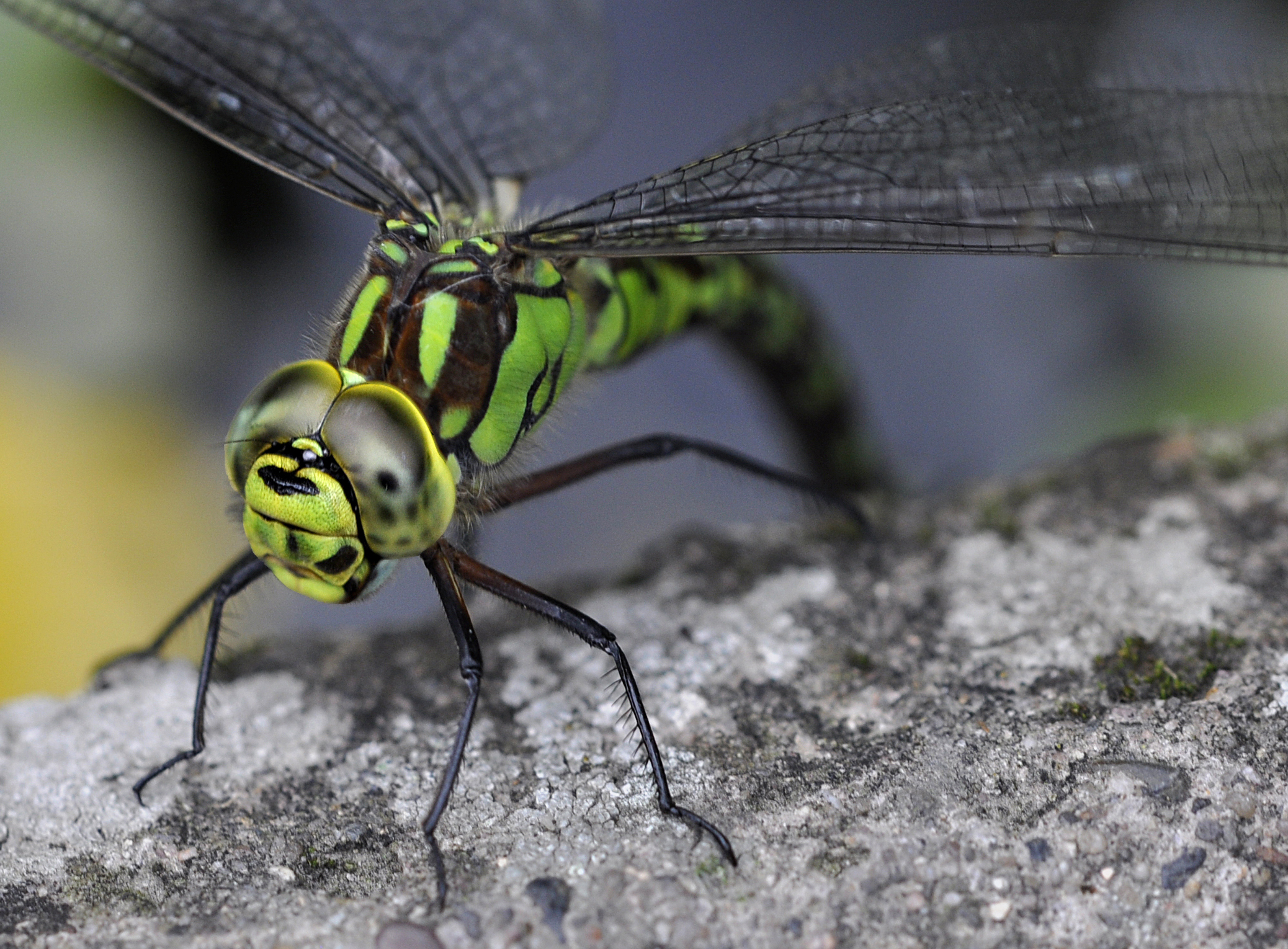
Yeux d'Aeshnidae

Les naïades (larves) des Aeshnidae sont de forme assez allongée comparativement aux larves des autres familles d'anisoptères. Comme tous les représentants de l'ordre des odonates, elles se nourrissent d'insectes, d'invertébrés et même de petits poissons.

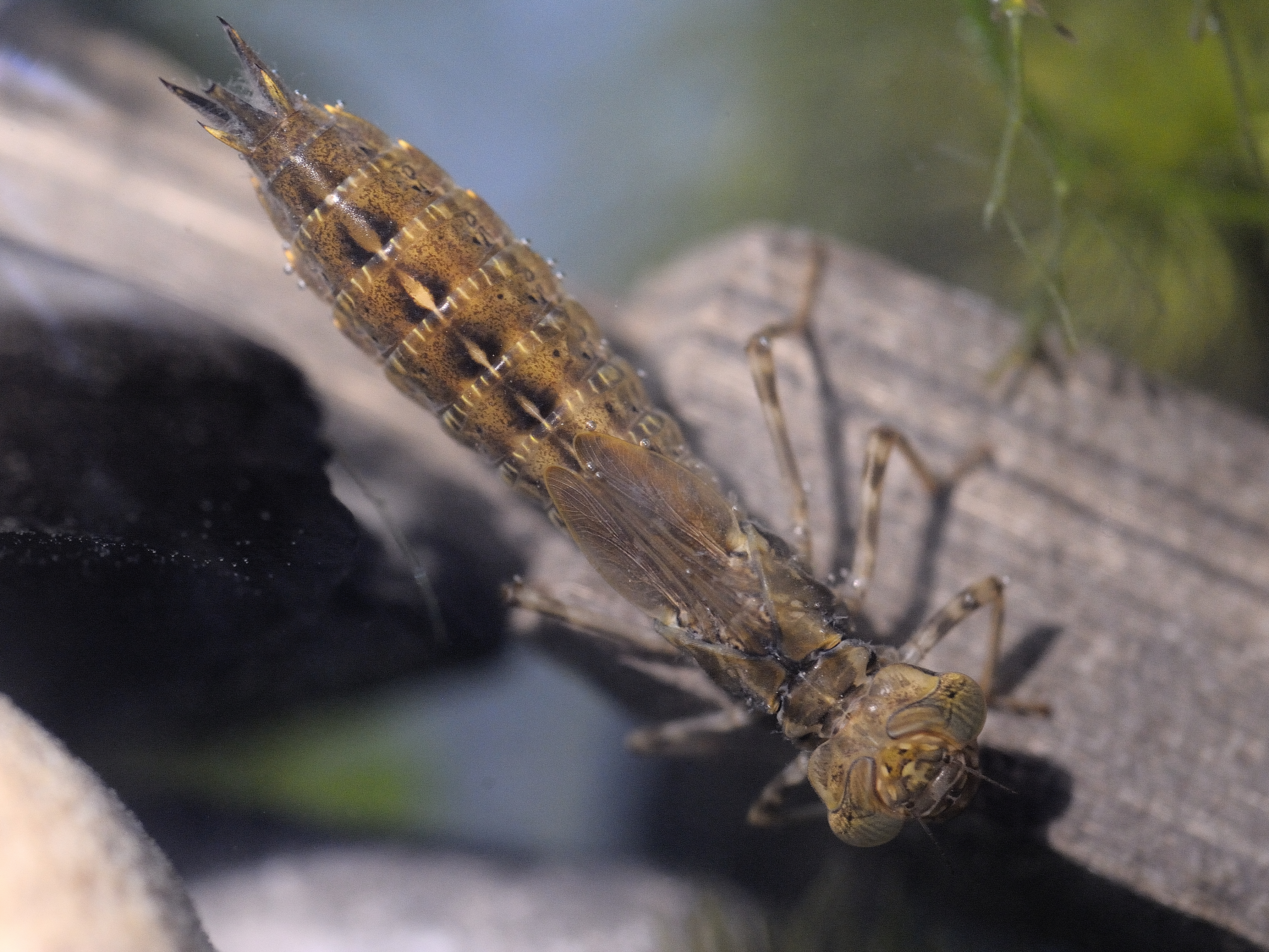
Larve d'Aeshnidae

## Migration
Une équipe de scientifiques, associant les Universités de Princeton et de Rutgers, a documenté la migration chez les Aeshnidae. L'étude visait à connaître les paramètres de migration d'Anax junius, une espèce vivant surtout en Amérique, qui réalise une migration du Nord-Est jusqu'au sud-est. L'équipe de scientifiques a capturé 14 spécimens dans le New Jersey et les ont munis de radio-émetteurs. Les libellules de l'étude avaient une vitesse moyenne de 12 km/h par jour. Les migratrices volent par beau temps, de jour, quelle que soit la direction du vent, mais se posent quand la vitesse de celui-ci dépasse les 25 km/h. Ce serait la température qui influencerait le plus leur période de vol.

## Liste des genres
- Acanthaeschna Selys, 1883
- Adversaeschna Watson, 1992
- Aeschnophlebia Selys, 1883
- Aeshna Fabricius, 1775
- Afroaeschna Peters & Theischinger, 2011
- Agyrtacantha Lieftinck, 1937
- Allopetalia Selys, 1873
- Amphiaeschna Selys, 1871
- Anaciaeschna Selys, 1878
- Anax Leach, 1815
- Andaeschna De Marmels, 1994
- Antipodophlebia Fraser, 1960
- Austroaeschna Selys, 1883
- Austrogynacantha Tillyard, 1908
- Austrophlebia Tillyard, 1916
- Basiaeschna Selys, 1883
- Boyeria McLachlan, 1895
- Brachytron Evans, 1845
- Caliaeschna Selys, 1883
- Castoraeschna Calvert, 1952
- Cephalaeschna Selys, 1883
- Coryphaeschna Williamson, 1903
- Dendroaeschna Tillyard, 1916
- Dromaeschna Förster, 1908
- Epiaeschna Hagen in Selys, 1883
- Gomphaeschna selys, 1871
- Gynacantha Rambur, 1842
- Gynacanthaeschna Fraser, 1921
- Heliaeschna Selys, 1882
- Indaeschna Fraser, 1926
- Limnetron Förster, 1907
- Linaeschna Martin, 1908
- Nasiaeschna Selys in Förster, 1907
- Neuraeschna Hagen, 1867
- Notoaeschna Tillyard, 1916
- Oligoaeschna Selys, 1889
- Oplonaeschna Selys, 1883
- Oreaeschna Lieftinck, 1937
- Periaeschna Martin, 1908
- Petaliaeschna Fraser, 1927
- Pinheyschna Peters & Theischinger, 2011
- Planaeschna McLachlan, 1896
- Plattycantha Förster, 1908
- Polycanthagyna Fraser, 1933
- Racenaeschna Calvert, 1958
- Remartinia Navás, 1911
- Rhionaeschna Förster, 1909
- Sarasaeschna Karube & Yeh, 2001
- Spinaeschna Theischinger, 1982
- Staurophlebia Brauer, 1865
- Telephlebia Selys, 1883
- Tetracanthagyna Selys, 1883
- Triacanthagyna Selys, 1883
- Zosteraeschna Peter & Theischinger, 2011

## Genres rencontrés en Europe
Selon Fauna Europaea (10 janvier 2022) :
- Aeshna
- Anax
- Boyeria
- Brachytron
- Caliaeschna
- Hemianax

## Galerie

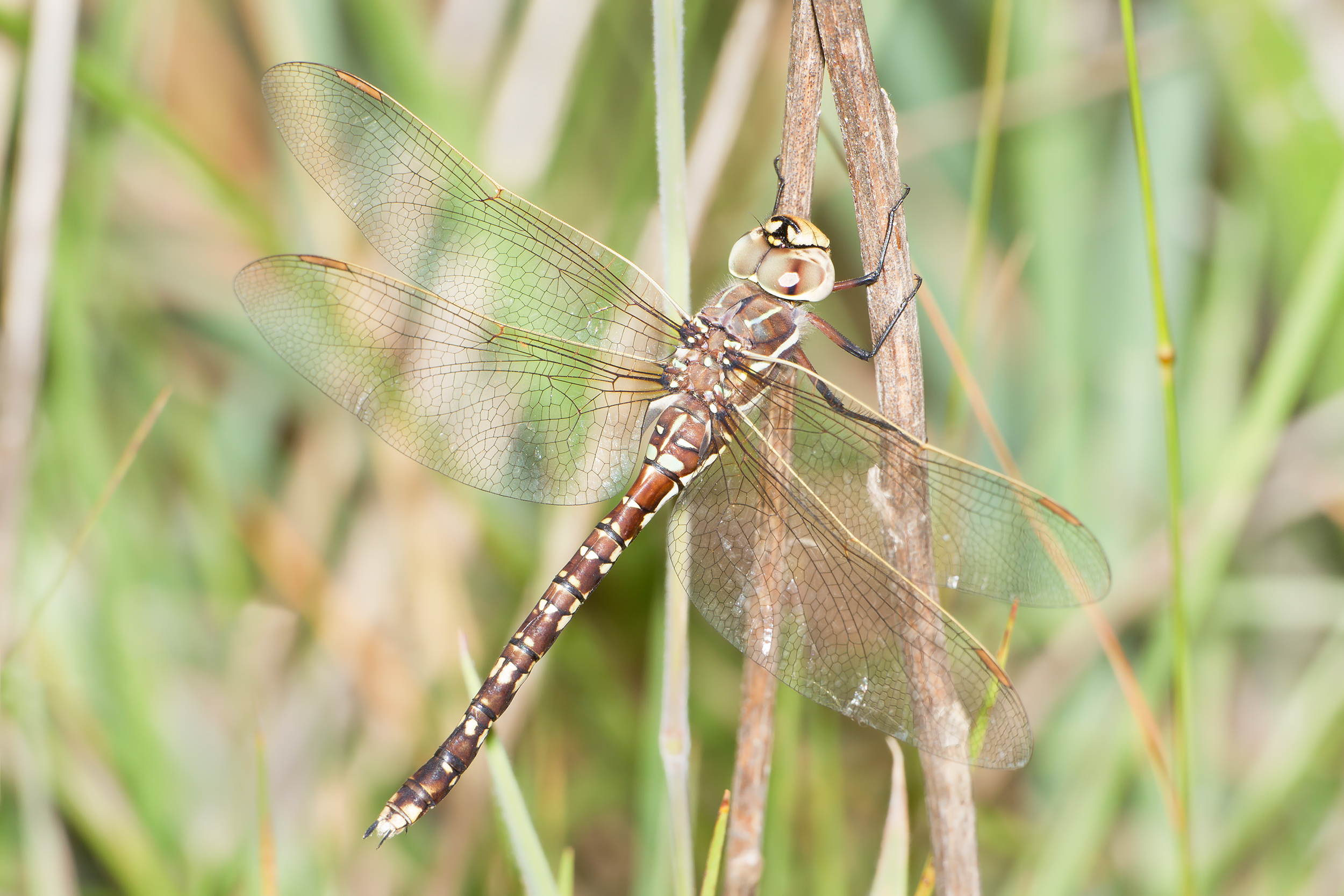
Adversaeschna brevistyla Wikimedia
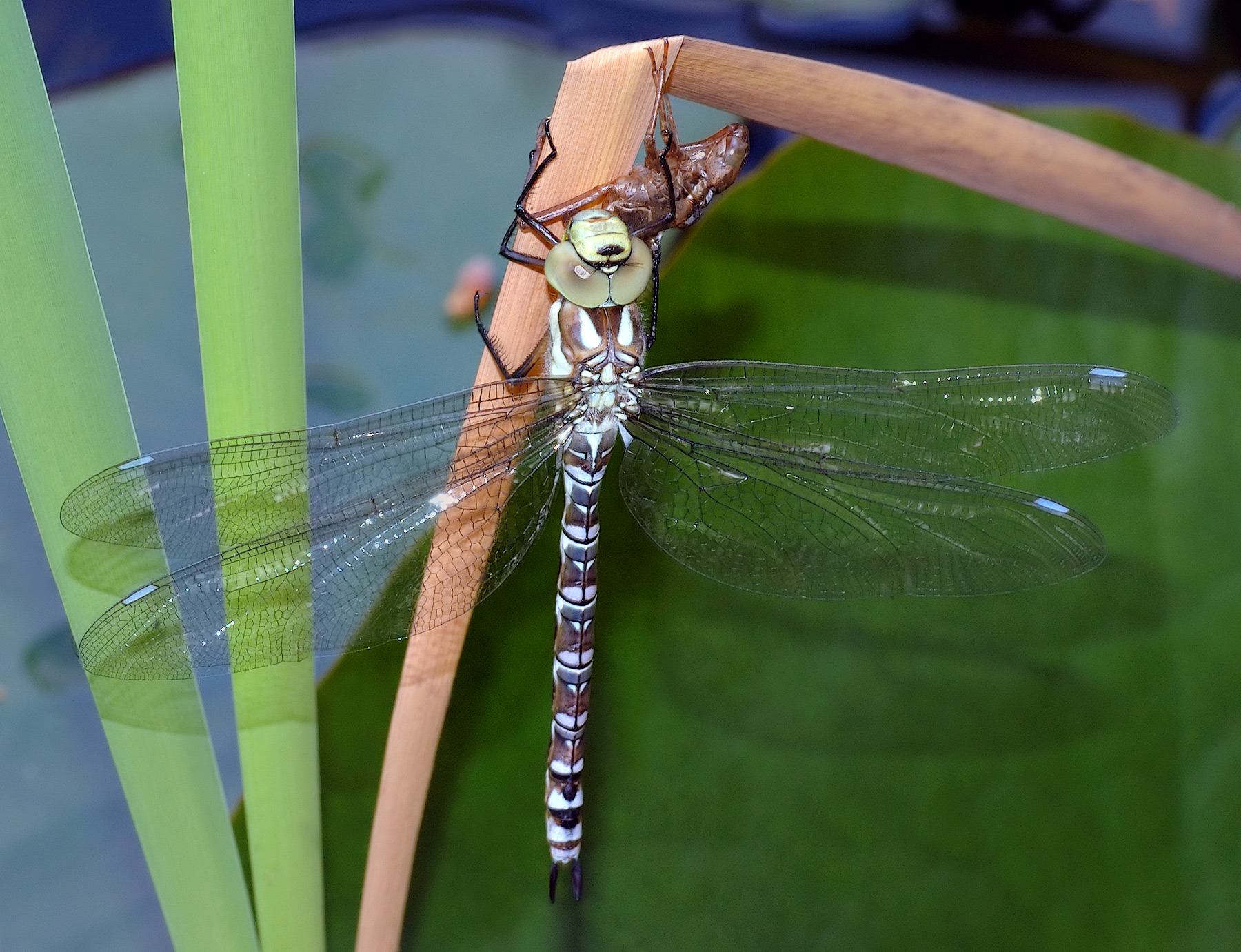
Aeshna cyanea (jeune mâle) Wikimedia
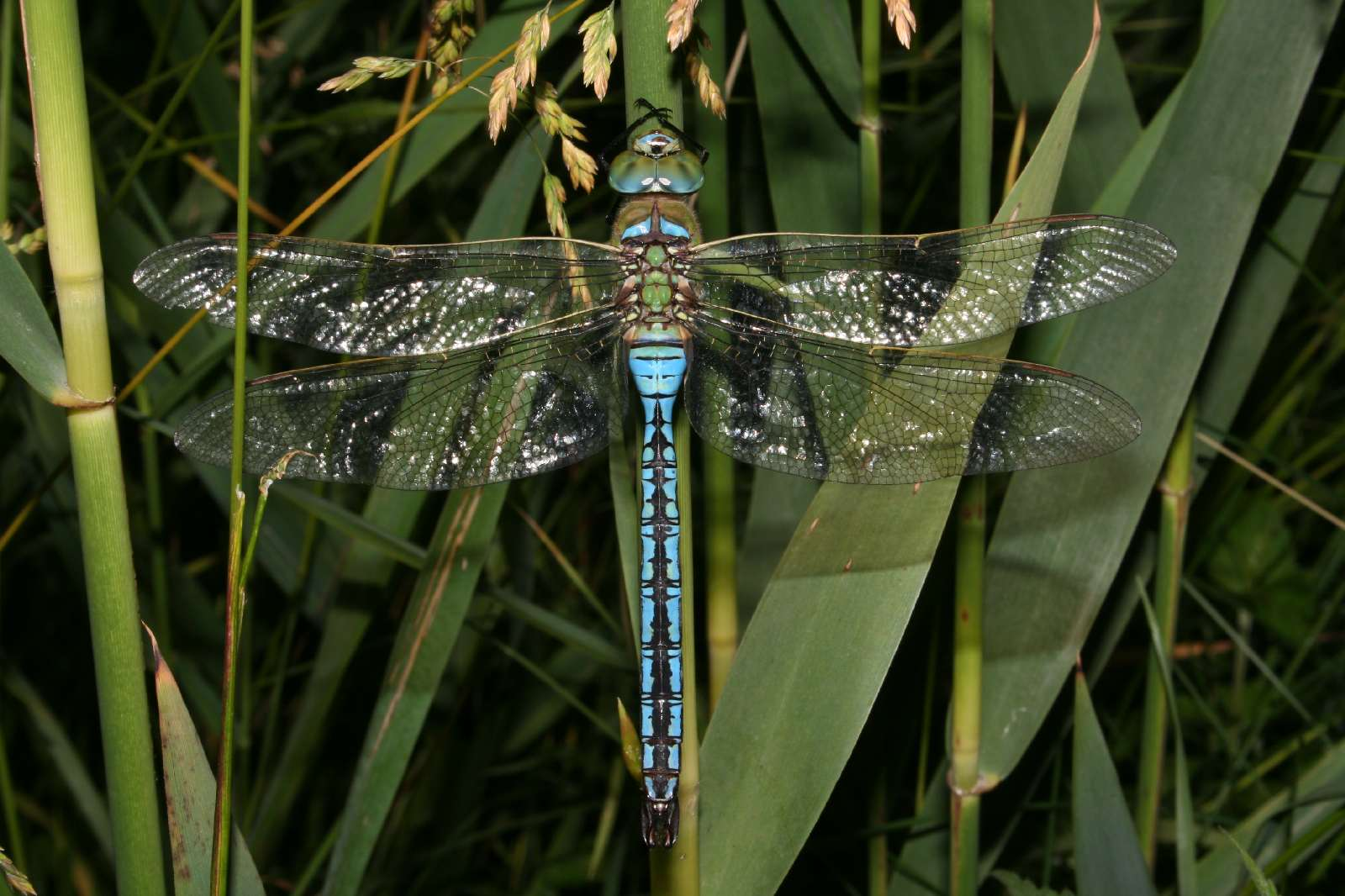
Anax imperator Wikimedia
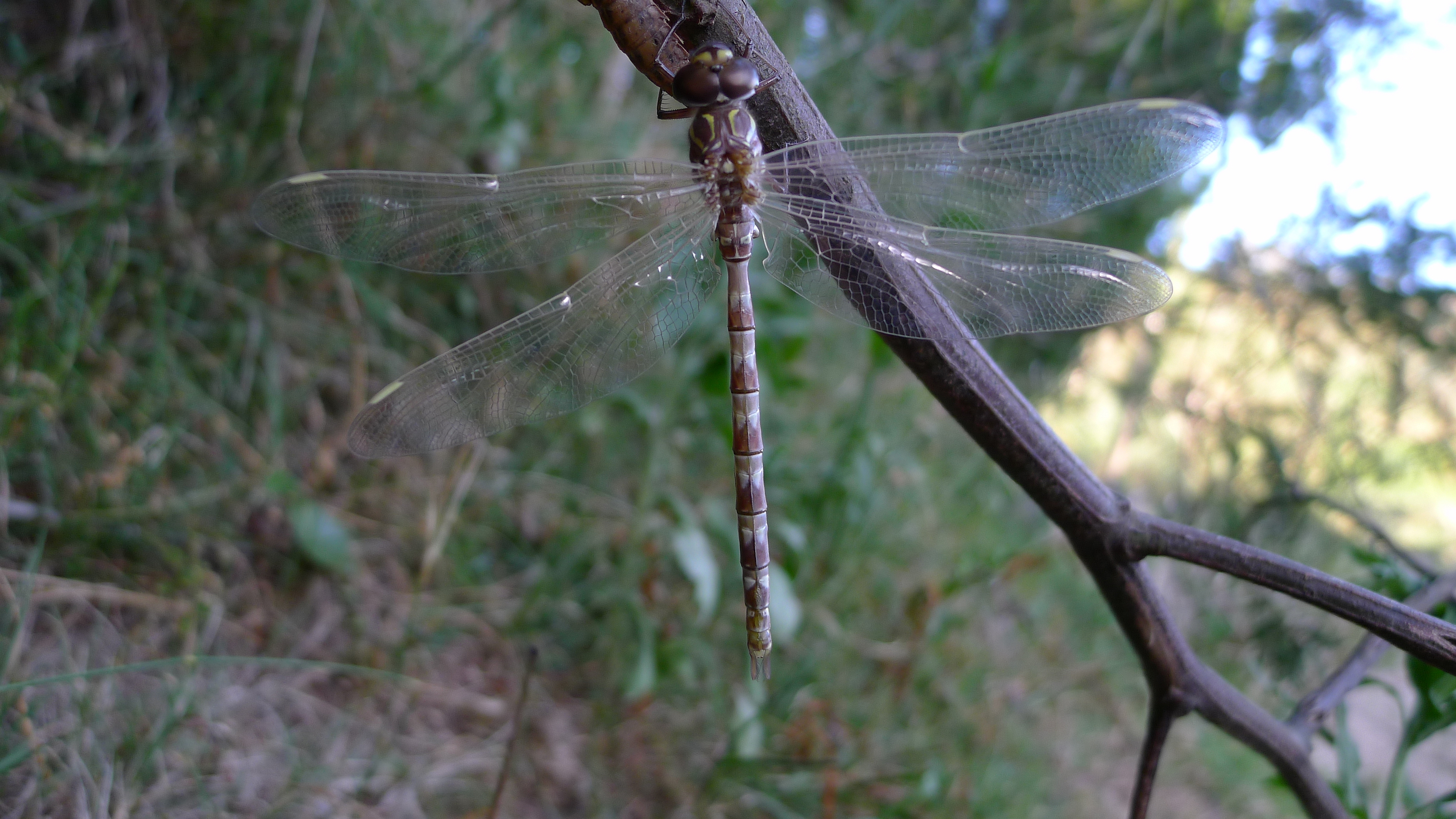
Austroaeschna unicornis Wikimedia
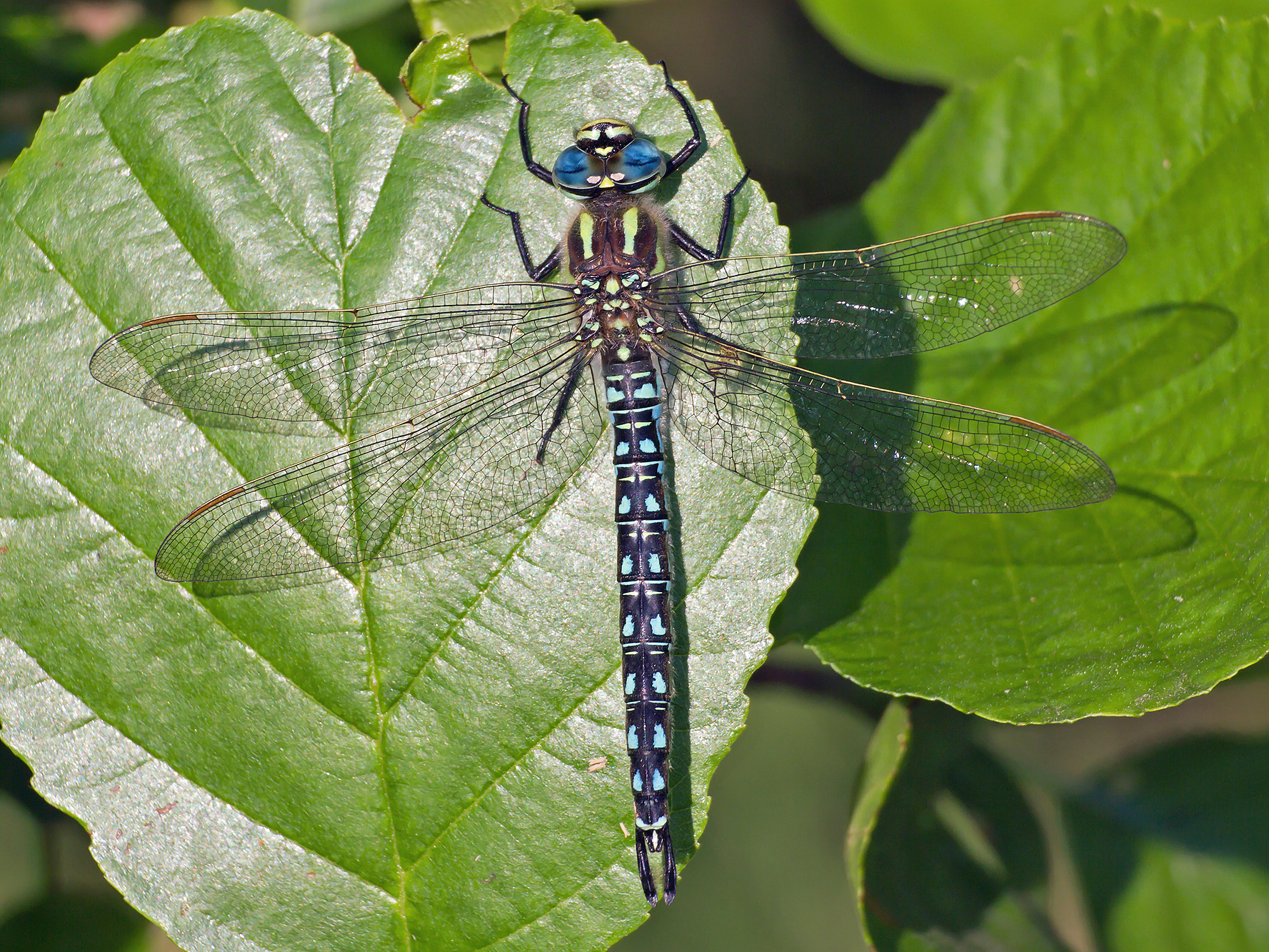
Brachytron pratense (mâle) Wikimedia
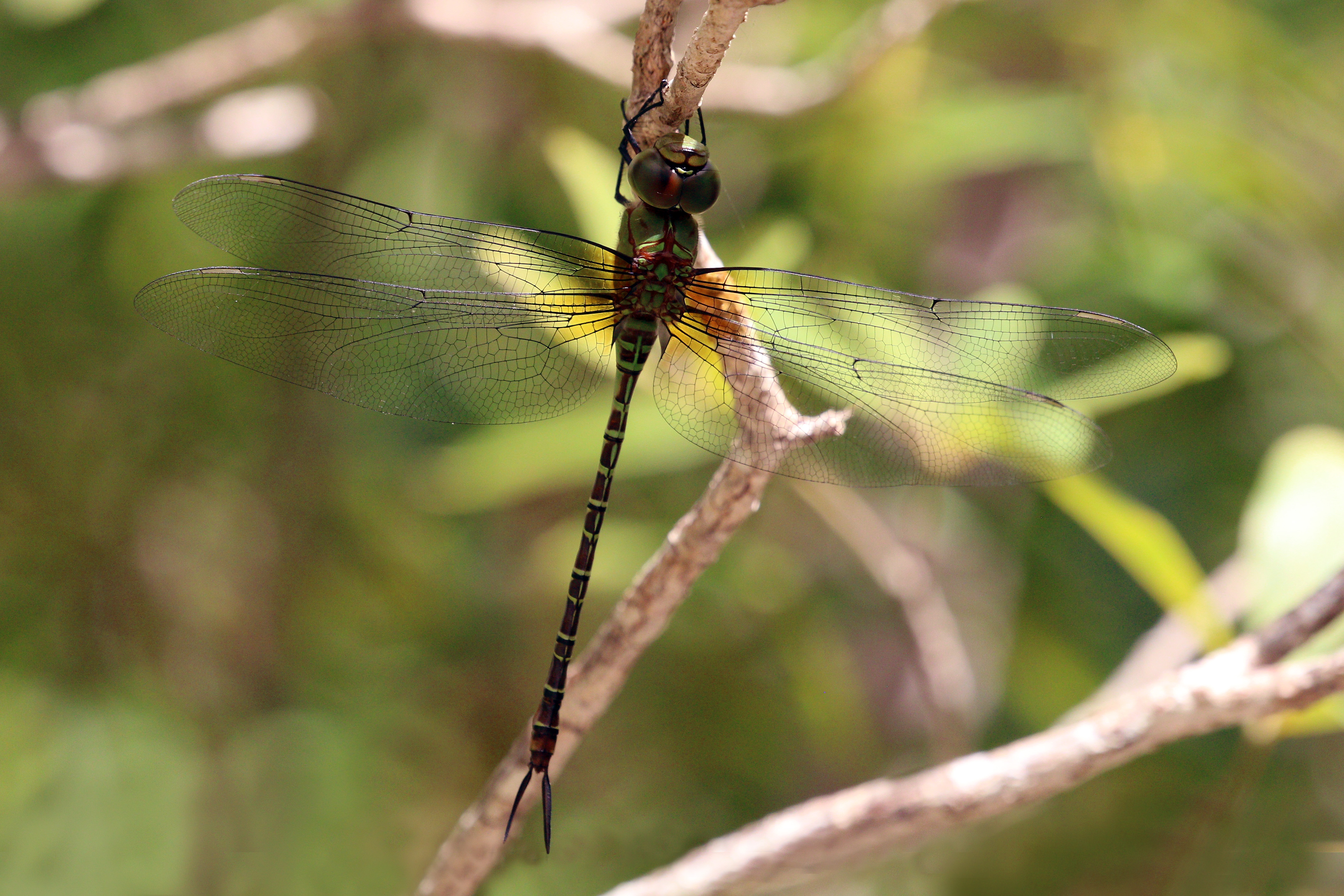
Coryphaeschna viriditas Wikimedia
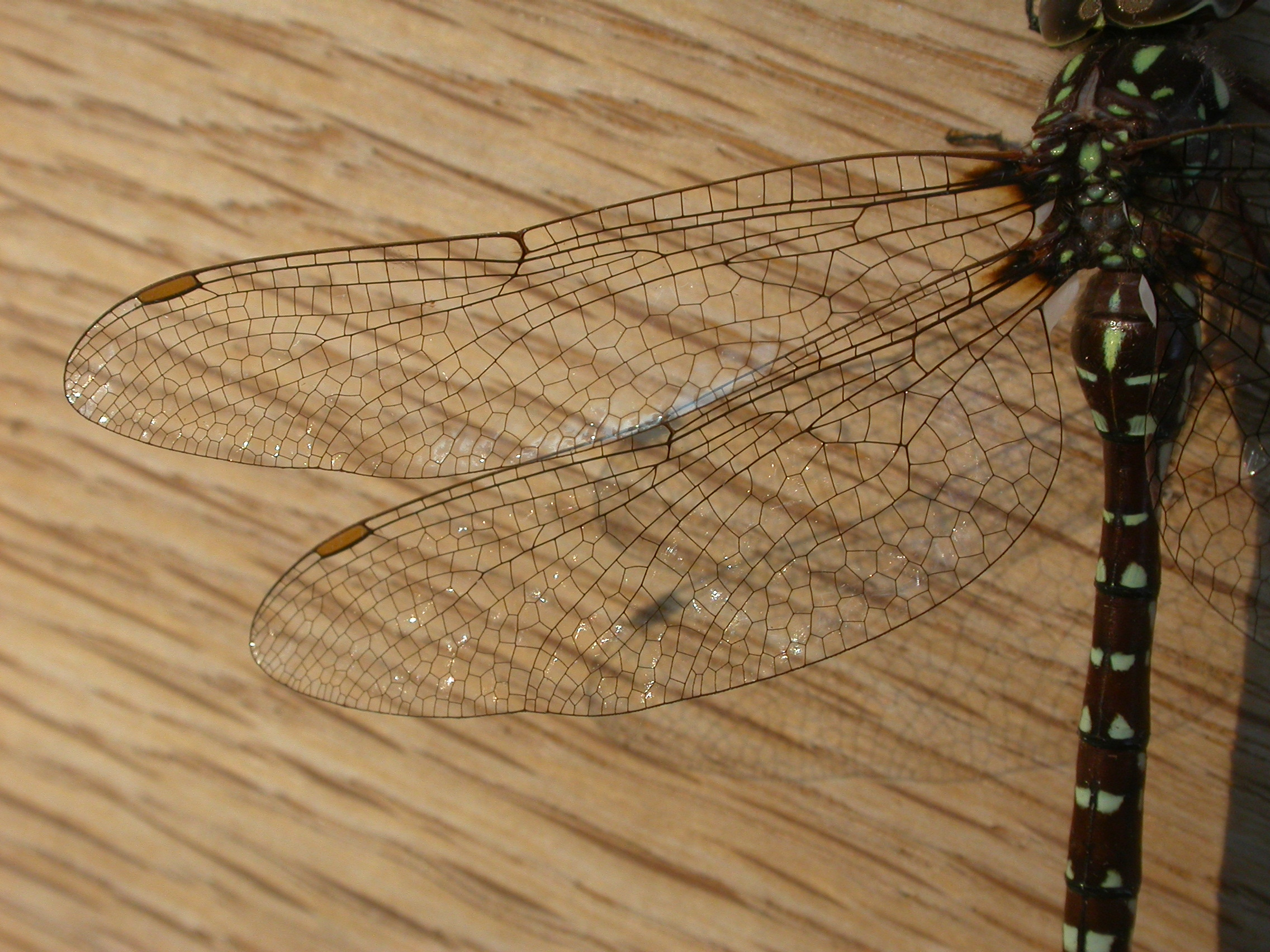
Dendroaeschna conspersa Wikimedia
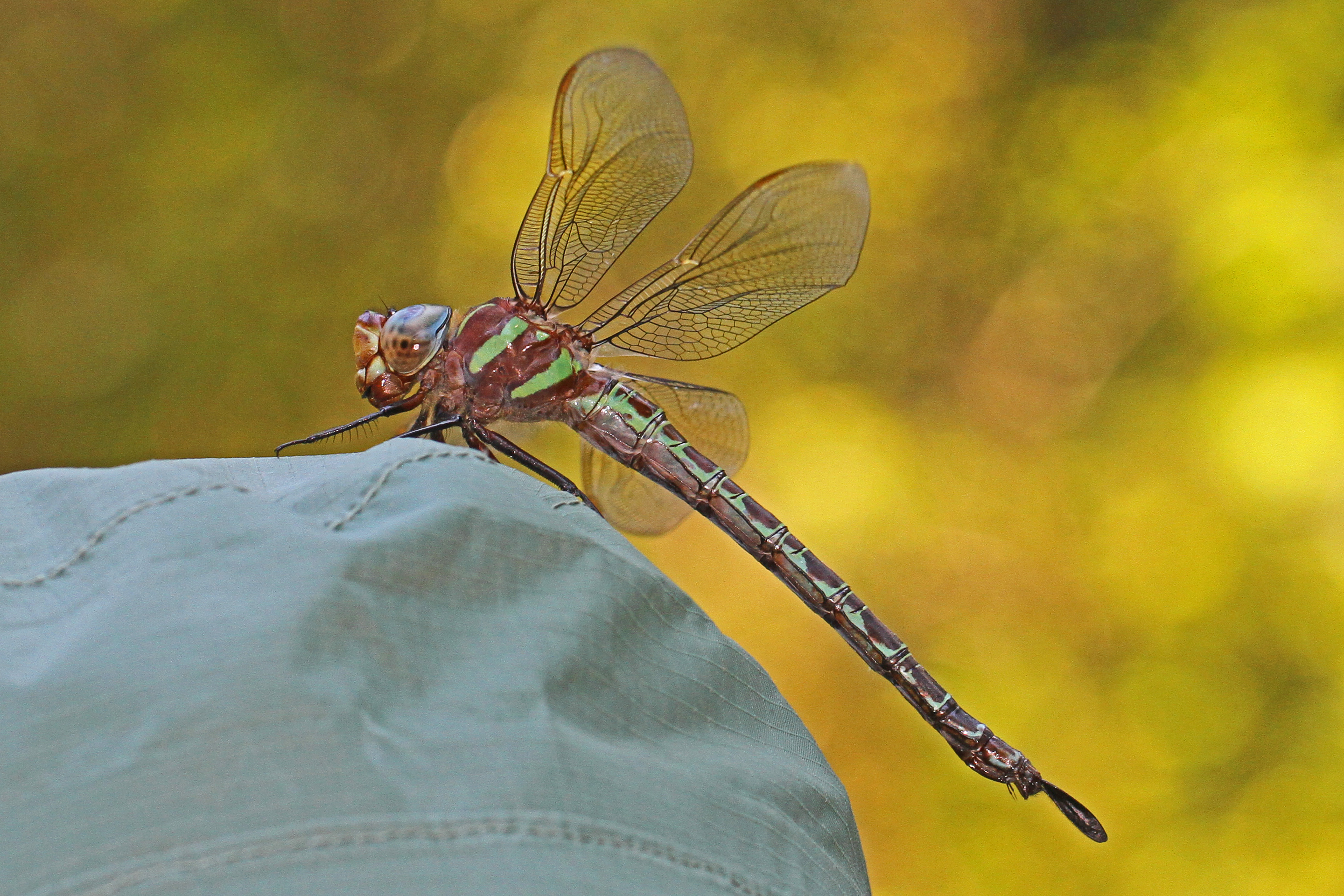
Epiaeschna heros Wikimedia
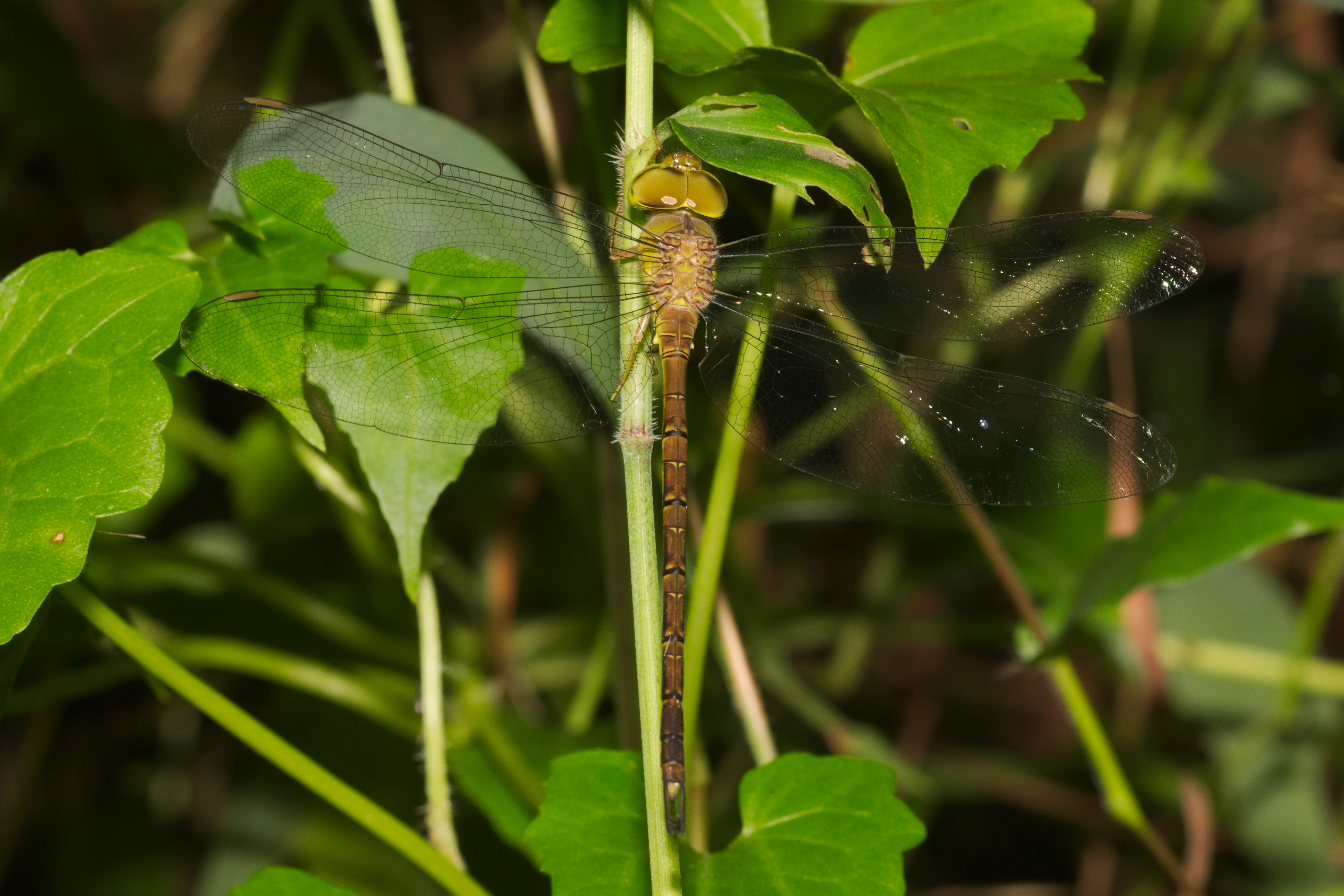
Gynacantha bayadera Wikimedia
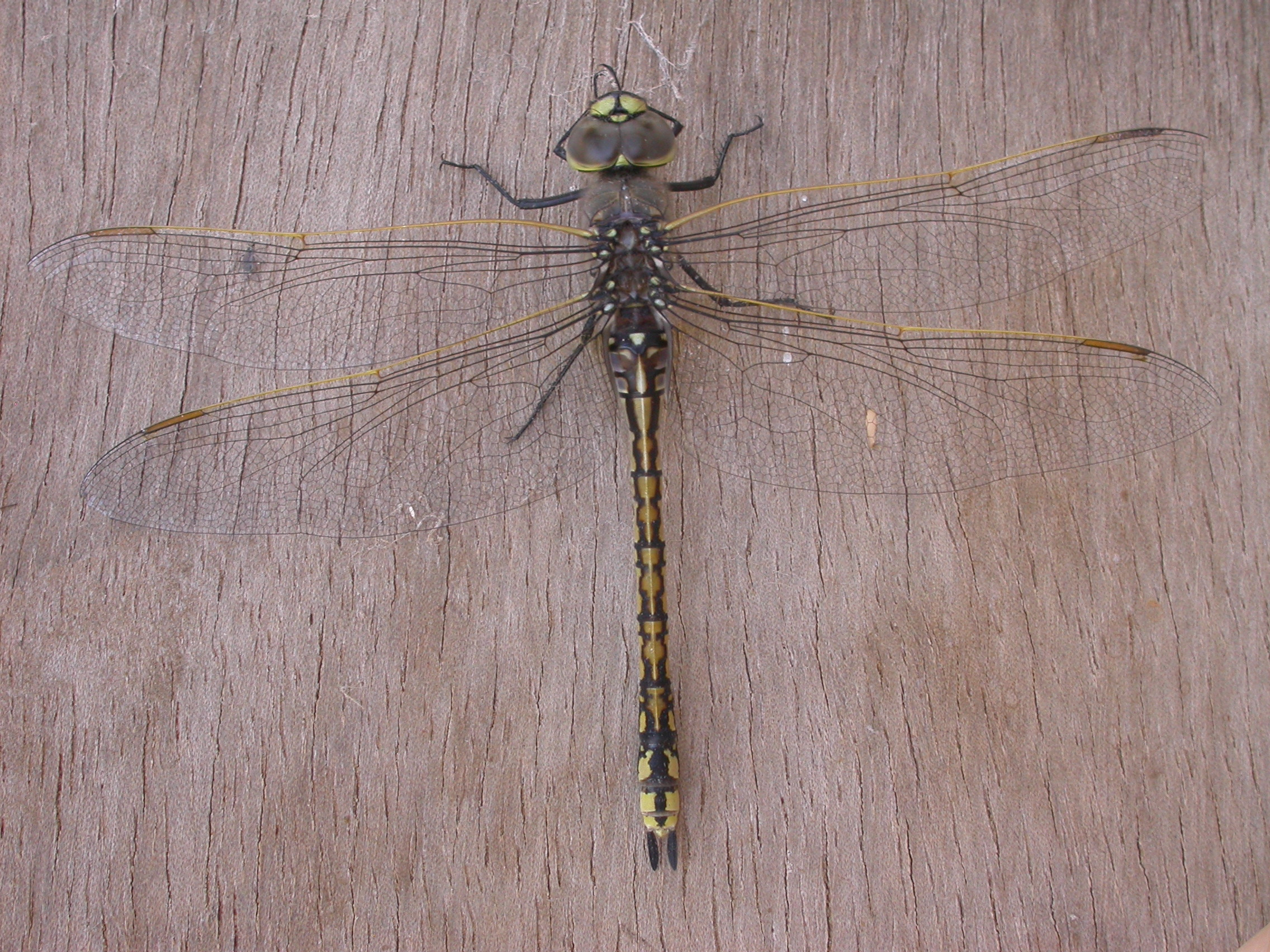
Hemianax papuensis Wikimedia
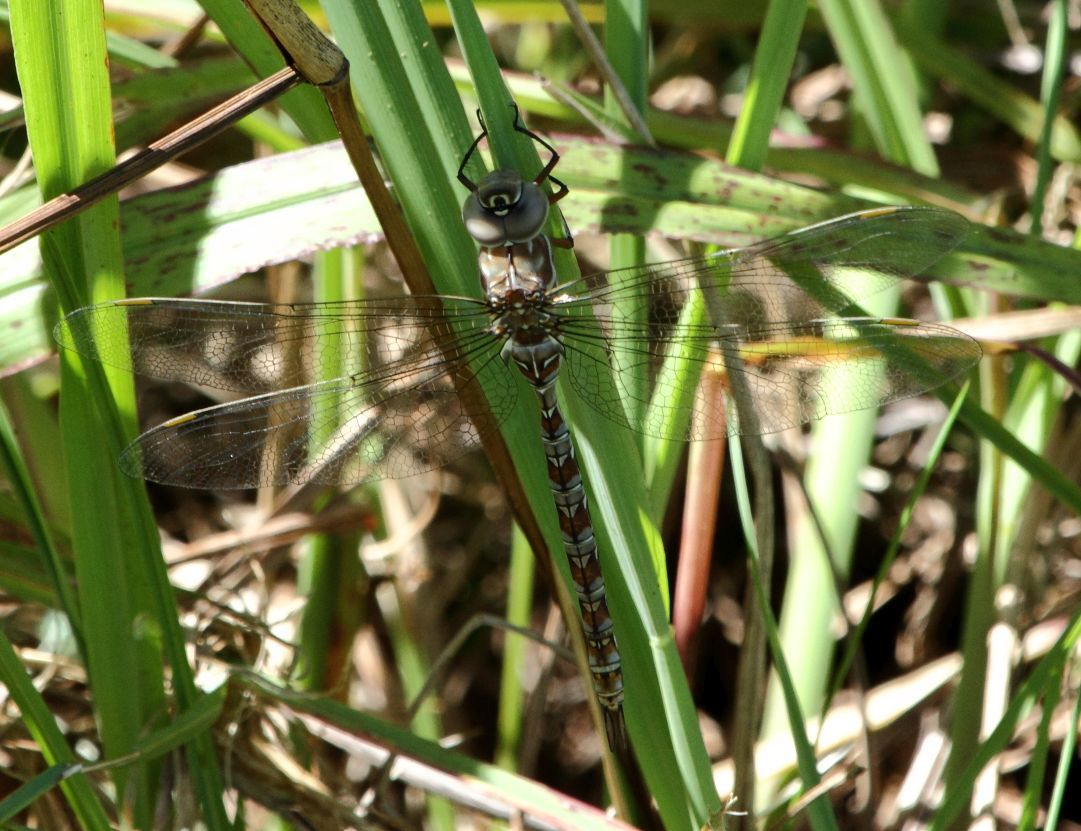
Pinheyschna subpupillata Wikimedia
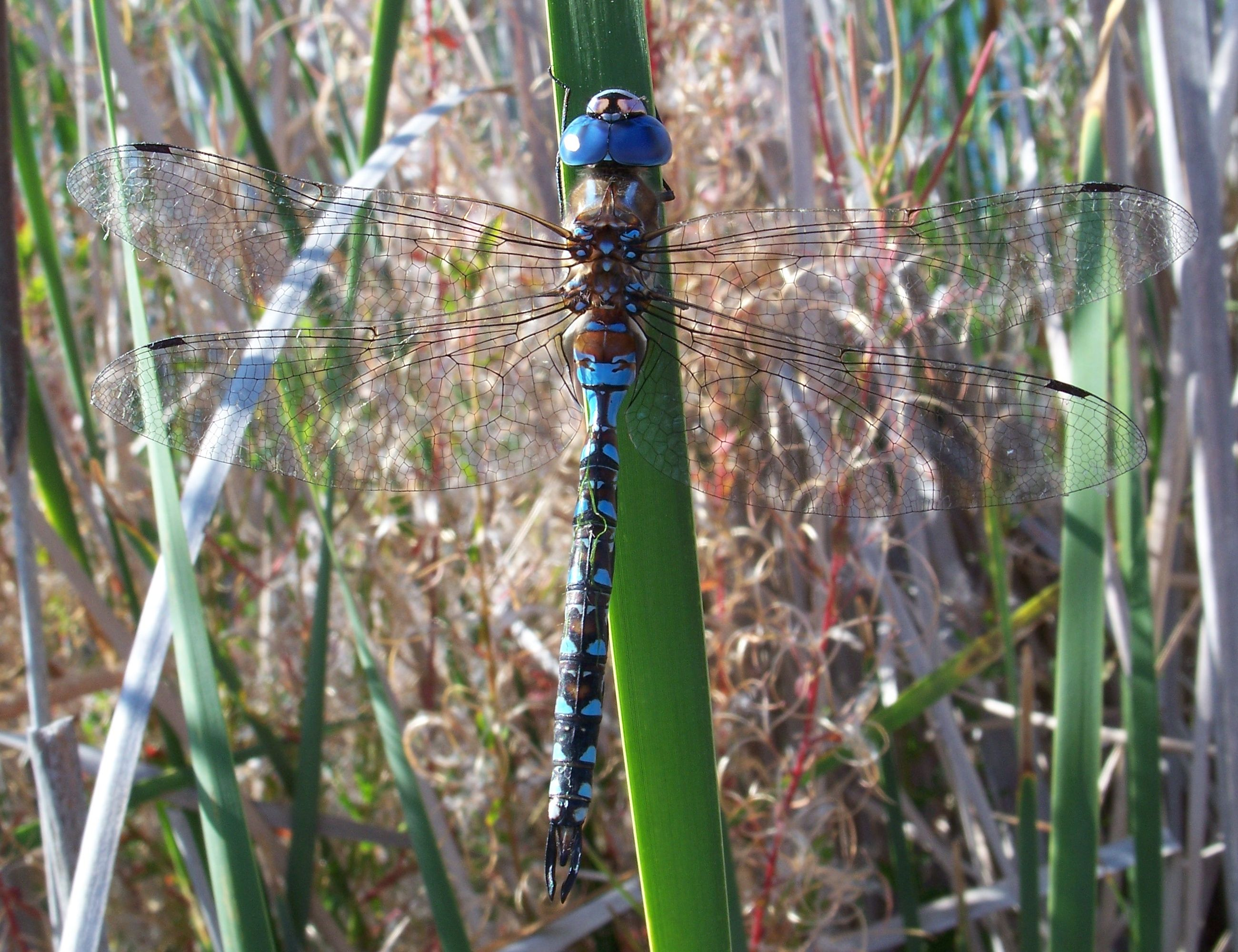
Rhionaeschna multicolor Wikimedia
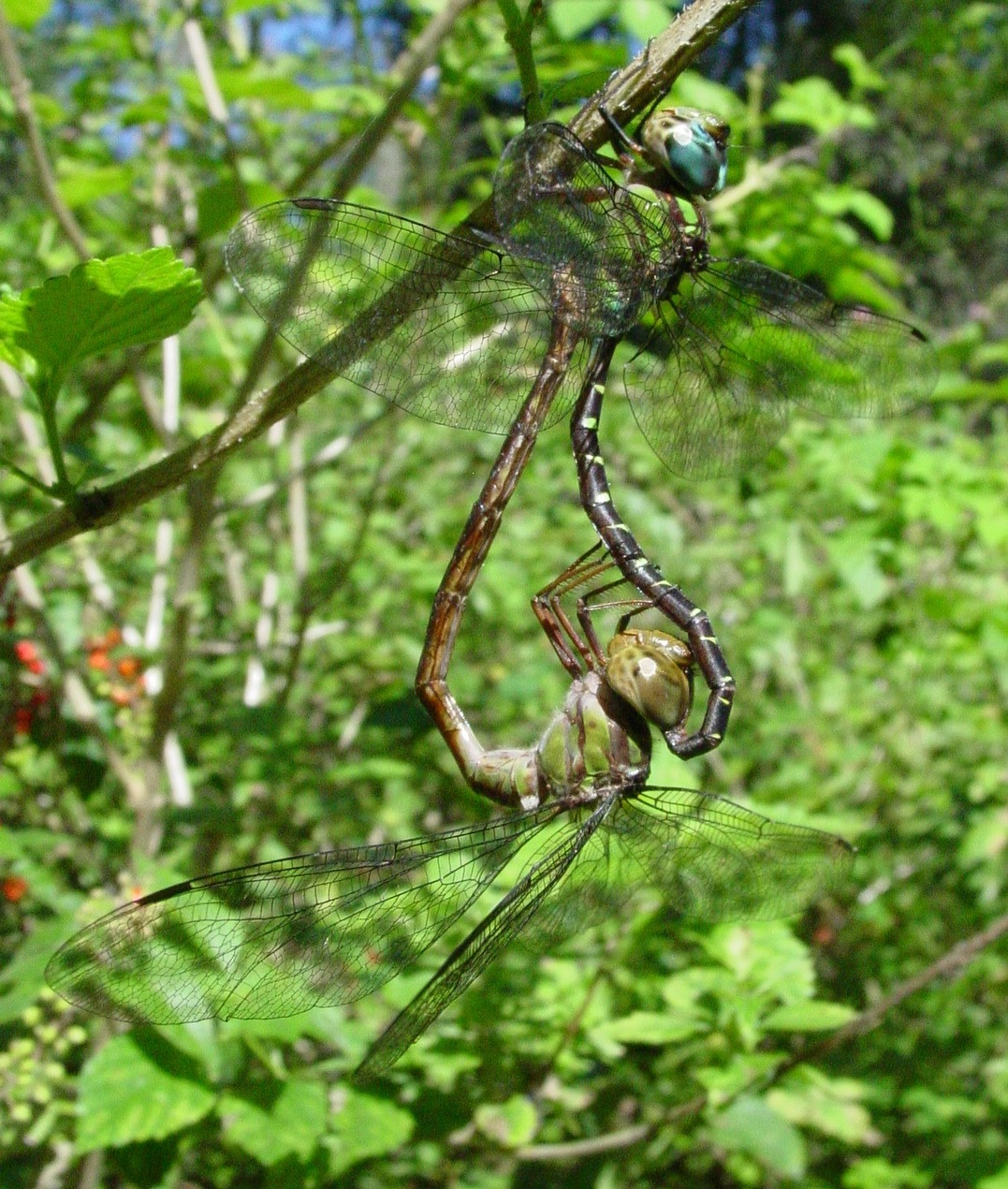
Triacanthagyna trifida Wikimedia